# Jindřich Feld
Jindřich Feld, född 19 februari 1925 i Prag, död 8 juli 2007 i Prag, var en tjeckisk tonsättare.
Feld föddes i en musikalisk familj: hans far var en välkänd professor i violin vid Prags konservatorium, som följde traditionen efter Otakar Ševčík, Jan Kubelíks lärare. Modern var en violinist. Då han studerade violin och viola för sin far, började Feld tidigt studera komposition. Han studerade vid konservatoriet och avlade därefter examen från Musikhögskolan 1952. Detta år avlade han också sin doktorsexamen vid Karlsuniversitetet i Prag, med examina i musikvetenskap, estetik och filosofi.
1968 och 1969 accepterade Feld en inbjudan att vara gästprofessor i komposition vid Adelaide University i Australien. Han fortsatte också att undervisa vid Prags konservatorium, där han var professor i komposition 1972–1986. Han var gästföreläsare vid Indiana University i Bloomington, Indiana 1981 och 1984. Hans undervisning gav honom också befattningar vid andra amerikanska universitet, liksom i Danmark, Norge, Tyskland, Frankrike och England, samt 1991 i Japan.